# SteamWorld Heist
SteamWorld Heist ist ein rundenbasierter Taktik-Shooter, der von dem schwedischen Entwicklerstudio Image & Form entwickelt und 2015 veröffentlicht wurde. Es ist der dritte Teil der SteamWorld-Reihe.

## Spielprinzip
Der Spieler kontrolliert eine Gruppe von Roboter-Piraten, welche feindliche Raumschiffe entern und deren Besatzung bekämpfen, um die Ladung als Beute zu nehmen. Das Spielprinzip wurde in der Fachpresse grob mit der X-COM-Reihe verglichen. Entwickler Julius Guldbog nannte auch die Spielereihe Worms als Inspiration.
Die verschiedenen Besatzungsmitglieder haben unterschiedliche Stärken und Schwächen, zum Beispiel hinsichtlich ihrer Bewegungsreichweite, ihrer Größe, wie viel Schaden sie einstecken können oder ob sie bestimmte Waffen benutzen dürfen. Teilweise haben sie auch einmalige Fähigkeiten, wie hilfreiche Auren, Bonusaktionen nach dem Ausschalten von Gegnern oder die begrenzte Reparatur von erlittenem Schaden am Ende einer Spielrunde. Außerdem führt jede Spielfigur genau eine Waffe, einen Ausrüstungsgegenstand und einen Hut mit sich. Die Ausrüstungsgegenstände sind sehr individuell und reichen von Granaten über Jetpacks bis hin zu Reparatursets. Die Zahl der Besatzungsmitglieder wächst im Laufe des Spiels und die Anzahl der Besatzungsmitglieder, welche ein Schiff entern kann, variiert von Mission zu Mission zwischen eins und fünf. Die Hüte dienen rein der Ästhetik, können durch gezielte Treffer aber vom Kopf der Figuren geschossen und so verloren oder erbeutet werden.
Die Spielwelt ist zweidimensional aufgebaut, wobei Höhenunterschied nur mittels Treppen oder Leitern überwunden werden können. Die Spielfiguren können hinter geeigneten Gegenständen in Deckung gehen, um sich vor feindlichen Angriffen zu schützen. Manche Waffen interagieren mit dem Aufbau der Spielwelt, zum Beispiel durch ballistische Flugbahnen oder die Möglichkeit Geschosse per Ricochet von Oberflächen abprallen zu lassen, um Ziele in Deckung zu treffen. Der Spieler muss den Abschusswinkel selbst festlegen und bestimmt so die Flugbahn. In Abgrenzung zur X-COM-Reihe gibt es keine zufallsbasierte Trefferwahrscheinlichkeit.
Spielfiguren, welche im Laufe einer Mission nicht ausgeschaltet werden erhalten Erfahrungspunkte und können Stufen aufsteigen, wodurch sich ihre Attribute verbessern oder sie neue Fähigkeiten erhalten. Wurde eine Spielfigur ausgeschaltet, dann erhält sie zwar keine Erfahrung, ist in der nächsten Mission aber wieder verfügbar. Außerdem werden im Laufe des Spiels neue Waffen und Ausrüstungsgegenstände erworben, teilweise als Beute, teilweise durch Kauf von verschiedenen Händlern. Teilweise sind diese Waffen reine Verbesserungen, die mehr Schaden anrichten oder eine höhere Reichweite haben. Teilweise haben sie neuartige Eigenschaften, wie Streuschüsse, Schaden an den Aktionspunkten der Gegner oder die Fähigkeit zum Ricochet. Welche Figur welche Fähigkeiten auf welcher Erfahrungsstufe erlernt ist jedoch vorgegeben; das Spiel hat in dieser Hinsicht keine Rollenspiel-Elemente.
In vielen Missionen gibt es ein Zeitlimit, nach dessen Ablauf zusätzliche Gegner auftauchen oder erschwerende Umgebungseffekte hinzukommen. Für alle Missionen gibt es zudem Bonusziele, für deren Erfüllung der Spieler „Sterne “erhält. Bonusziele sind beispielsweise eine Mission in einer bestimmten Anzahl Spielrunden abzuschließen, auf einen bestimmten Waffentyp zu verzichten oder nur eine begrenzte Menge Schaden zu nehmen. Die Sterne können eingesetzt werden, um besondere Ausrüstungsgegenstände oder Besatzungsmitglieder zu erhalten.

### Spielwelt
Steamworld Heist spielt in einer Galaxie, die von dampfbetriebenen Robotern bevölkert wird. Treibendes Motiv vieler Figuren ist eine anhaltende Wasserknappheit und Gesetzlosigkeit nach der Zerstörung des Planeten aus dem Vorgängerspiel. So wird Wasser auch als Währung genutzt und der Wert von Beute darin bemessen.
Während der Vorgänger SteamWorld Dig vor allem Elemente des Western-Genre aufgriff, zehrt Steamworld Heist vor allem von der Science-Fiction. Alle Titel der Reihe greifen zudem die Steampunk-Ästhetik auf. Das Spiel enthält laut Entwickler über 300 Anspielungen auf Filme, Comics, Pop-Kultur und Ähnliches.

## Handlung
Das Spiel folgt der Schmugglerin und Gelegenheitspiratin Piper Faraday, die einige Jahrhunderte nach der Zerstörung des Planeten zusammen mit Pilot Wonky als „Cowbot“ durch die Galaxie streift. Im Laufe des Spiels kämpft die Crew zuerst gegen die dieselbetriebenen „Scrapper“, dann gegen die „Royal Space Force“ – eine Fraktion von Royalisten, welcher Piper und Wonky früher selbst angehörten – und schließlich gegen mysteriöse Aliens.
Die Handlung ist weitgehend linear und wird primär durch Texteinblendungen am Anfang und Ende der Missionen sowie vor und nach Kämpfen gegen Bossgegner erzählt. Vereinzelte Level dienen ausschließlich der Unterhaltung mit Nichtspielerfiguren, wodurch der Spieler mehr über die Ereignisse der Handlung sowie die Spielwelt erfährt. Zwischen den Missionen kann Piper sich mit ihren Besatzungsmitgliedern über kürzliche Erlebnisse unterhalten. Zwischen den Kapiteln gibt es animierte Zwischensequenzen, wobei plotrelevante Informationen von einem Erzähler im Stile von Radioankündigungen der 1930er-Jahre vermittelt werden.

## Entwicklung
Erste Entwürfe für Steamworld Heist orientierten sich noch stärker an der offenen Spielwelt von Steamworld Dig und enthielten Rougelike-Elemente sowie Spielmechaniken rund um das Raumschiff der Crew. Die verschiedenen Konzepte griffen jedoch nur bedingt ineinander, verlangsamten den Spielfluss und drohten die Entwicklungszeit und damit verbundenen Kosten jenseits der Möglichkeiten des Studios aufzublähen. Daher wurde das Projekt auf einige elementare Konzepte heruntergebrochen und davon ausgehend ein im Wesentlichen linearer Entwurf erschaffen. Die beschränkten technischen Möglichkeiten des Nintendo 3DS halfen dabei das Spiel in dieser Hinsicht nicht ausufern zu lassen.
Das Spiel wurde im September 2015 als loser Nachfolger von Steamworld Dig angekündigt. Beide Spiele sollten sich in der gleichen Welt bewegen, jedoch nicht aufeinander aufbauen. Die Veröffentlichung wurde für Frühjahr 2015 angepeilt. Als sich abzeichnete, dass dieses Datum eventuell nicht eingehalten werden konnte, entschied man sich dagegen den Veröffentlichungstermin mittels „Crunch“ zu erzwingen, sondern verschob die Veröffentlichung. Auf der GDC 2015 wurde das Spiel erstmals der Öffentlichkeit vorgestellt. Im April 2015 wurde ein erster Gameplay-Trailer veröffentlicht.
Nach 22 Monaten Entwicklungszeit wurde das Spiel schließlich am 10. Dezember 2015 für Nintendo 3DS veröffentlicht. 2016 folgten Portierungen auf viele weitere Plattformen sowie der DLC „The Outsider“, welcher eine neue Spielfigur, Ausrüstungsgegenstände und einige Bonusmissionen enthielt. Auf eine Portierung auf die Xbox One und Android wurde zu Gunsten der Entwicklung des Nachfolgers verzichtet. 2017 folgte die Veröffentlichung der Ultimate Edition auf der Nintendo Switch, in welcher der DLC mit inbegriffen war.

## Rezeption
Statt Werbung für den Titel zu schalten, veranstaltete Image & Form diverse Wettbewerbe, welche teilweise tausende Einsendungen erhielten, wodurch der Titel im Vorfeld der Veröffentlichung unerwartet viel Aufmerksamkeit erhielt. Dies führte zu einer hohen Anzahl Verkäufe am Veröffentlichungstag, wodurch das Spiel wiederum viel Sichtbarkeit in den Verkaufscharts erhielt.
Steamworld Heist wurde von der Fachpresse überwiegend positiv aufgenommen. Auf der Bewertungswebsite Metacritic hält die Nintendo-3DS-Version einen Metascore von 86 von 100 möglichen Punkten, basierend auf 47 Bewertungen. Zusammen mit Monster Hunter 4 Ultimate war es das am besten bewertete Spiel, welches 2015 für den Nintendo 3DS erschien.
Lobend hervorgehoben wurde der Grafikstil sowie das Gameplay. Auch das Sounddesign wurde lobend erwähnt, wobei die Musik teilweise als repetitiv empfunden wurde. Die Steuerung erhielt je nach Plattform unterschiedlich gute Bewertungen.
Das Spiel wurde für die den International Mobile Gaming Awards sowie die Nordic Game Awards nominiert und erhielt eine lobende Erwähnung bei den Game Developers Choice Awards.

## Nachfolger
Im Mai 2021 teilte Image & Form mit, dass das Studio sich in Thunderful umbenennen würde und plane weitere Spiele in der Steamworld-Reihe zu veröffentlichen. Im Frühjahr 2022 gab Thunderful bekannt, dass vier Spiele im SteamWorld-Universum in Entwicklung seien, darunter ein „turn-based tactical shooter“ mit dem Arbeitstitel Caramel. Auf der Hamburg Game Conference im März 2024 kommunizierte Mitgründer Brjánn Sigurgeirsson, dass zu diesem Zeitpunkt drei Spiele im SteamWorld-Universum aktiv entwickelt wurden, von denen jeweils eines pro Jahr erscheinen solle.
Im August 2024 erschien schließlich der direkte Nachfolger StreamWorld Heist 2, welcher unter Wasser statt im Weltraum spielt.